# Susie Scanlan
Susannah "Susie" Scanlan (4 czerwca 1990 w Saint Paul) – amerykańska szpadzistka, brązowa medalistka olimpijska.
Na igrzyskach olimpijskich w Londynie w 2012 roku reprezentacja USA w składzie: Maya Lawrence, Kelley Hurley, Courtney Hurley i Susie Scanlan zdobyła brązowy medal. Na tej samej imprezie zajęła też 33. miejsce w zawodach indywidualnych. 
Nie zdobyła medalu na mistrzostwach świata. W 2011 roku zdobyła drużynowo srebrny medal podczas letniej uniwersjady w Shenzhen. Wywalczyła ponadto złoty medal drużynowo na mistrzostwach panamerykańskich w Cancún (2012). Na tej samej imprezie zajęła także piąte miejsce w rywalizacji indywidualnej.